# 1463
سنة 1463 كانت سنة بسيطة تبدأ يوم السبت (الرابط يظهر نموذج التقويم الكامل للسنة) من التقويم اليولياني.

## أحداث
- حصار يايسي في الفترة ما بين 23 سبتمبر و25 ديسمبر.
- بداية الحرب العثمانية–البندقية في 1463 والتي انتهت في 1479.

## مواليد
- فريدرش الثالث ناخب ساكسونيا
- كاترينا سفورزا

## وفيات
- أبو الحجاج يوسف الخامس
- جورج دوغلاس (دبلوماسي)
- فرانسوا فيلون
- ماري أنجو
- ماري من بورغندي، دوقة كليفه
- ماري من خيلدرز ملكة اسكتلندا القرينة
- ويليام نيفيل (إيرل كنت الأول)